# 제64회 NHK 홍백가합전
《제64회 NHK 홍백가합전》(일본어: 第64回NHK紅白歌合戦 다이로쿠쥬욘카이에누에이치케이코하쿠우타갓센[*])는 2013년 12월 31일에 방송된 통산 64회째인 NHK 홍백가합전이다.

## 소개
키타지마 사부로의 마지막 홍백가합전이었다. (50회 출장 기록)

## 사회자
- 종합사회 - 우도 유미코 아나운서
- 홍조(紅組)사회 - 아야세 하루카
- 백조(白組)사회 - 아라시 전원

## 게스트 심사원
- 다나카 마사히로 : 2013년 시즌 24승 무패로 도호쿠 라쿠텐 골든이글스를 처음으로 퍼시픽 리그와 일본 시리즈 우승으로 이끈 투수.
- 다키가와 크리스텔 : 2020년 하계 올림픽 및 패럴림픽 유치를 위해 부에노스아이레스에서 개최된 IOC 총회에서 프리젠테이션 임무를 맡았는데, 이 때 「お・も・て・な・し」(손님에 대한 일본인의 환대 또는 진심어린 마음을 의미.) 라는 단어로 올림픽 유치실현에 공헌하였다. 이 「お・も・て・な・し」는 신어·유행어 대상에 선정되었다.
- 쿠도 칸쿠로 : 2013년 상반기 연속 TV 소설 『아마짱』의 작가. 이 드라마에서 나온 「じぇじぇじぇ」라는 말 역시 신어·유행어 대상에 선정.
- 미야모토 노부코 : 『아마짱』에서 주인공 아마노 아키의 할머니인 아마노 나츠 역.
- 스기 료타로 : 2013년 일본 외무성으로부터 일본·ASEAN 특별대사로 위촉되었고, 같은 해 11월에는 우호협력 40주년 음악제의 실행위원회 회장을 맡았다.
- 후부키 준 : NHK 대하드라마 『야에의 벚꽃』에서 야마모토 사쿠 역. 출연영화인 『그렇게 아버지가 된다』가 제 66회 칸 영화제 심사위원상 수상.
- 오카다 준이치 : 2014년 방영하는 대하드라마 『군사 간베에』의 주인공 구로다 요시타카 역.
- 안 : 하반기 연속 TV 소설 『잘 먹었습니다』에서 여주 우노 누이코(→ 니시카도 누이코) 역.
- 카타오카 아이노스케 : NHK 드라마10 『ガラスの家』에서 무라키 요스케 역.
- 아가와 사와코 : 저서 『聞く力－心をひらく35のヒント』가 판매 150만 부를 돌파한 베스트셀러가 되었다.

## 결과
- 아카구미(紅組)- 4점, 시로구미(白組)- 9점.
  - 중간심사: 디지털 TV·휴대폰·원세그·스마트폰 심사 투표수 (1점) - 아카구미는 209,239표 vs 시로구미는 266,887표.
  - 최종심사: 회장심사 투표수 (1점) - 아카구미 864표 vs 시로구미 1836표. 
 디지털 TV·휴대폰·원세그·스마트폰 심사 투표수 (1점) - 235,669표 vs 431,783표 
 게스트 심사원 투표 (10점) - 4 vs 6

## 출장가수
진한 글씨는 첫 출장을 나타냄.

괄호 안의 숫자는 출장횟수를 나타냄.

### 1부
- 아카구미(紅組) :
  - 하마사키 아유미 (15) 〈INSPIRE〉
  - NMB48 (1) 〈カモネギックス〉
  - 코자이 카오리 (17) 〈酒のやど〉
  - E-girls (1) 〈E-girls 紅白スペシャルメドレー2013[1]〉
  - 고다이 나츠코 (20) 〈金木犀〉
  - AAA (4) 〈恋音と雨空〉
  - 후지 아야코 (19) 〈紅い糸〉
  - miwa (1) 〈ヒカリヘ〉
  - 덴도 요시미 (18) 〈ふるさと銀河〉
  - "미즈키 나나 (5) 〈-革命2013- 紅白スペシャルコラボレーション[2]〉 (합동 공연)"
  - SKE48 (2) 〈賛成カワイイ!〉
  - 사카모토 후유미 (25) 〈男の火祭り〉

- 시로구미(白組) :
  - Sexy Zone (1) 〈Sexy平和Zone組曲[3]〉
  - 호소카와 타카시 (37) 〈浪花節だよ人生は 2013〉
  - 토쿠나가 히데아키 (8) 〈夢を信じて〉
  - 고 히로미 (26) 〈Bang Bang〉
  - 三代目 J Soul Brothers (2) 〈冬物語〉
  - 후쿠다 코헤이 (1) 〈南部蝉しぐれ〉
  - 사카낙션 (1) 〈ミュージック〉
  - 포르노그라피티 (12) 〈青春花道〉
  - Linked Horizon (1) 〈紅蓮の弓矢 [紅白スペシャルVer.]〉
  - "T.M.Revolution (4) 〈-革命2013- 紅白スペシャルコラボレーション〉 (합동 공연)"
  - 모리 신이치 (46) 〈襟裳岬〉
  - 코부쿠로 (8) 〈今、咲き誇る花たちよ〉

### 2부
- 아카구미(紅組) :
  - 모모이로 클로버 Z (2) 〈ももいろ紅白2013だＺ!![4]〉
  - aiko (12) 〈Loveletter〉
  - 니시노 카나 (4) 〈さよなら〉
  - 와다 아키코 (37) 〈今でもあなた〉
  - DREAMS COME TRUE (15) 〈さぁ鐘を鳴らせ〉
  - 캬리 파뮤파뮤 (2) 〈紅白2013きゃりーぱみゅぱみゅメドレー[5]〉
  - Perfume (6) 〈Magic of Love〉
  - 미즈모리 카오리 (11) 〈伊勢めぐり〉
  - 이시카와 사유리 (36) 〈津軽海峡・冬景色〉
  - AKB48 (6) 〈紅白2013SP～AKB48フェスティバル！～[6]〉
  - 이키모노가카리 (6) 〈笑顔〉
  - "마츠다 세이코 (17) 〈New Year’s Eve Special Love Song Medley 2013[7]〉 (합동 공연)"
  - 다카하시 마리코 (2) 〈for you…〉

- 시로구미(白組) :
  - EXILE (9) 〈EXILE PRIDE ～こんな世界を愛するため～〉
  - 골든 봄버 (2) 〈女々しくて〉
  - 히카와 키요시 (14) 〈満天の瞳〉
  - TOKIO (20) 〈AMBITIOUS JAPAN!〉
  - 칸쟈니∞ (2) 〈紅白２度目！ 呼ばれて飛び出てじぇじぇじぇじぇ！！[8]〉
  - 이츠키 히로시 (43) 〈博多ア・ラ・モード〉
  - 유즈 (5) 〈雨のち晴レルヤ〉
  - 미와 아키히로 (2) 〈ふるさとの空の下に〉
  - 후쿠야마 마사하루 (6) 〈2013スペシャルメドレー[9]〉
  - 아라시 (5) 〈New Year’s Eve Medley 2013[10]〉
  - "크리스 하트 (1) 〈New Year’s Eve Special Love Song Medley 2013〉 (합동 공연)"
  - SMAP (21) 〈Joymap!![11]〉
  - 키타지마 사부로 (50) 〈まつり〉